# Blasius Dundi
Blasius Dundi (även Dundie, Dundey, Dondey eller Dondy), död 1621 i Stockholm, var en skotsk-svensk affärsman.
Blasius Dundi härstammade troligen från Dundee. Han omtalas första gången 1576 då han förhandlade med Johan III om ersättning för kläde, vin, kryddor, pomeranser med mera som han köpt för att sända till Svartsjö slott. I Stockholms tänkeböcker förekommer han första gången 1577 i samband med ett skeppsbrott där ett fartyg tillhörigt Dundi och en annan skotte sjunkit vid Falsterbo. Troligen var han då ännu inte fast bosatt i Sverige, först under början av 1580-talet verkar han stadigvarande slå sig ned i Stockholm och avlade borgared här 1583. Förutom handels och rederiverksamhet ägnade han sig med tiden även åt bankverksamhet. Bland annat blev han tidigt långivare till kronan, och erhöll redan 1578 frihet från tull och skatt för tillgodohavanden hos kronan för det året, liksom upp till 700 dalers värde under de följande åren. Han erhöll flera liknande liknande kungliga brev. 1587 beordrades Gustaf Banér som var slottsloven på Stockholms slott att återställa Dundi det parti av årliga smörräntan som han fått beslagtaget i Vaxholm, sedan han på eget bevåg skeppat smöret från Ångermanland på väg till Stockholm. 1589 erhöll han med sin kompanjon ersättning för skepp som strandat i Kurland, då de var på väg med hästar över till Sigismund i Polen och 1594 hade han sålt ett svenskt skepp i Skottland. 1586-1596 var han en av Stockholms borgerskaps äldste och deltog i den delegation som överlämnade stadens nycklar till kungen då han anlände till Stockholm 1594. Han var även en av stadens representanter vid Johan III:s begravning och Sigismunds kröning. 1599 anklagades Dundi av Erik Jöransson Tegel för att ha konspirerat med kungatrogna men kunde avvisa anklagelserna och visa att dokumentet som utgjorde bevisningen var en förfalskning i syfte att pressa honom på pengar.
Dundi ägde flera fastigheter i Stockholm, dels en mindre tomt vid Blasius Dundies gränd, en kryddgårdstomt på Södermalm och en badstuga vid Danviken. Han hörde till stadens högst beskattade och troligen en av de rikaste borgarna.
Dundi var gift med Malin Willemsdotter vilken han 1599 anklagade för hordom. De blev försonade vid ett möte i Stockholms domkapitel 19 november 1600.